# Parnoy-en-Bassigny

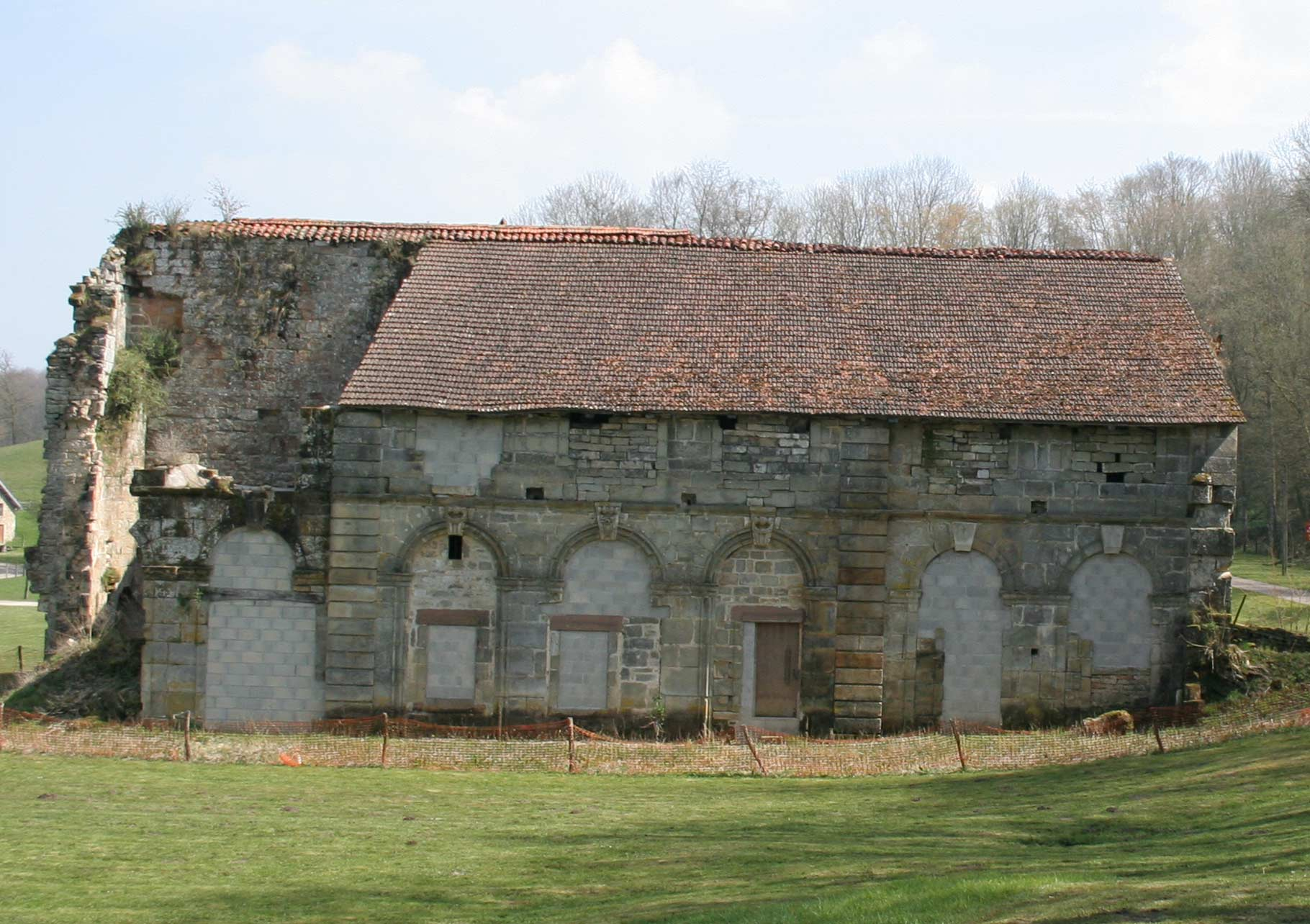
Bibliotheek van de voormalige abdij van Morimond

Parnoy-en-Bassigny is een gemeente in het Franse departement Haute-Marne in de regio Grand Est en telt 321 inwoners (2004). De gemeente maakt deel uit van het arrondissement Langres.

## Geschiedenis
De gemeente werd gevormd op 1 april 1973 door de samenvoeging van Fresnoy-en-Bassigny en Parnot in een fusion-association. Dit hield in de voormalige gemeenten als commune associée nog enige mate van zelfstandigheid behielden. De naam van de gemeente is een samentrekking van de namen van Parnot en Fresnoy-en-Bassigny.

## Geografie
De oppervlakte van Parnoy-en-Bassigny bedraagt 42,3 km², de bevolkingsdichtheid is 7,6 inwoners per km².
De onderstaande kaart toont de ligging van Parnoy-en-Bassigny met de belangrijkste infrastructuur en aangrenzende gemeenten.

## Demografie
Onderstaande figuur toont het verloop van het inwonertal.